# Mirosław Jabłoński (żużlowiec)
Mirosław Jabłoński (ur. 14 lutego 1985 w Gnieźnie) – polski żużlowiec.

## Życiorys
Karierę sportową rozpoczął w drużynie Startu Gniezno w roku 2001, kiedy to pomyślnie zdał egzamin na licencję żużlową. W drużynie Startu jeździł jeszcze przez trzy lata, by w roku 2004 przejść do Wybrzeża Gdańsk. Od sezonu 2006 ponownie zawodnik Startu Gniezno. W roku 2008 występował jeszcze w barwach klubów Griparna Nyköping i Outrup Speedway Klub. 4 czerwca 2011 r. podczas zawodów o Koronę Bolesława Chrobrego pobił prawie 9-letni rekord toru w Gnieźnie, który od lipca 2002 r. należał do Krzysztofa Cegielskiego i wynosił 62,64 s. Mirosław Jabłoński uzyskał czas 62,62 s w drugim biegu tego turnieju. Po sezonie 2011 odszedł z macierzystego klubu i związał się z Włókniarzem Częstochowa. 14 kwietnia 2015 zajął drugie miejsce w turnieju o złoty kask. W sezonie 2015 jeździł dla Stali Rzeszów, a w 2016 dla KSM Krosno. W latach 2017–2019 oraz 2021 ponownie reprezentował Start Gniezno, w 2020 był zawodnikiem Orła Łódź.
Jego największym sukcesem na arenie międzynarodowej był dwukrotny awans do finału mistrzostw Europy juniorów w latach 2003 i 2004.
Na początku 2022 roku ogłosił zakończenie kariery sportowej.
Pod koniec kariery zaczął komentować zawody żużlowe transmitowane w stacji Canal+.

## Życie prywatne
Brat Krzysztofa Jabłońskiego, również żużlowca

## Inne ważniejsze turnieje
- Turniej o Koronę Bolesława Chrobrego – Pierwszego Króla Polski w Gnieźnie
  - 2008 - 16. miejsce - 2 pkt → wyniki
  - 2011 - 8. miejsce - 8 pkt → wyniki
- Złoty Kask
- 2015 - Lublin - II miejsce